# Трајанов трофеј
44° 06′ 07″ С; 27° 57′ 18″ И / 44.102° С; 27.955° И
Трајанов трофеј (лат. Tropaeum Traiani) је споменик који је римски цар Трајан подигао у граду Цивитас Тропенсијум (данашњи Адамклиси у Румунији) у тадашњој провинцији Доња Мезија 109. године да прослави велику победу над Дачанима у бици код Тапсе 102. године. Споменик је подигнут на месту где је седамнаест година раније, 92. године, потпуно уништена XXI легија Рапакс у борби са варварима. Пре Трајановог споменика, на том месту је био олтар, на чијим су зидовима била исписана имена 3.000 легионара и чланова помоћних трупа који су погинули „борећи се за Републику“.
Августов маузолеј служио је као узор Трајановом споменику, а 107/08. посвећен је богу Марсу Ултору. Споменик је саадржавао 54 метопе које су одражавале Римљане у борби против непријатеља; већина их се данас чува у оближњем музеју. Споменик је замишљен као својеврсно упозорење племенима изван недавно освојене провинције.
Првобитни споменик је давно пропао, а на његовом месту је 1977. године подигнута модерна реконструкција. 